# Simpson (udde)
Simpson är en udde i Antarktis. Den ligger i Östantarktis. Australien gör anspråk på området.
Terrängen inåt land är huvudsakligen kuperad, men den allra närmaste omgivningen är varierad. Havet är nära Simpson norrut. Trakten är obefolkad. Det finns inga samhällen i närheten. 